# باغ پرندگان ملاکا

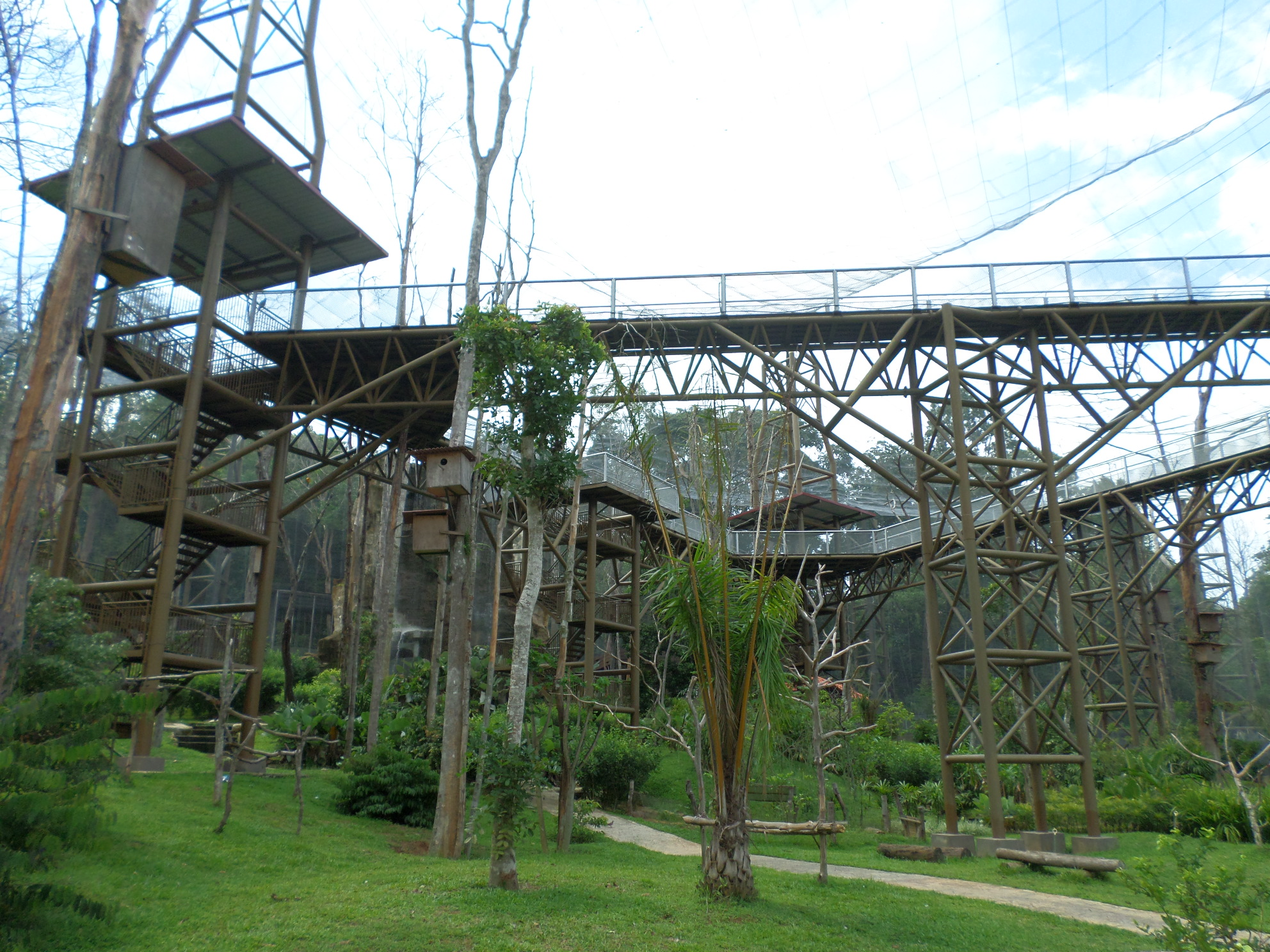
محیط داخلی باغ پرندگان ملاکا

باغ پرندگان ملاکا (به انگلیسی: Malacca Bird Park) (مالایی: Taman Burung Melaka) یک باغ پرندگان در شهرک ایر کروه، ملاکا، مالزی است که در روز ۲۳ مارس ۲۰۱۳ افتتاح شد. این باغ پرندگان با مساحتی بالغ بر ۲٫۰۲ هکتار، بزرگ‌ترین باغ پرندگان در آسیا است. نمای این باغ پرندگان از بیرون شبیه یک استادیوم کوچک بوده که با فضای سبز و چند نمونه طوطی همراه است که برای خوش‌آمدگویی از بازدید کنندگان در بخش ورودی قرار دارند.